# Grafton (Shropshire)
Grafton – osada w Anglii, w hrabstwie Shropshire. Leży 9 km na północny zachód od miasta Shrewsbury i 233 km na północny zachód od Londynu.